# Pterolophia holzschuhi
Pterolophia holzschuhi är en skalbaggsart som beskrevs av Stefan von Breuning 1975. Pterolophia holzschuhi ingår i släktet Pterolophia och familjen långhorningar.
Artens utbredningsområde är Pakistan. Inga underarter finns listade i Catalogue of Life.